# أفيون (باد كاليه)
أفيون، باد كاليه (بالفرنسية: Avion, Pas-de-Calais)‏ هي بلدية فرنسية تقع في إقليم باد كاليه من منطقة نور با دو كاليه في شمال فرنسا. تبلغ مساحة هذه المدينة 13.04 (كم²)، وترتفع عن سطح البحر 52 م، يبلغ عدد سكانها 17428 نسمة حسب إحصاء المعهد الوطني للإحصاء والدراسات الاقتصادية سنة 2009 م. وترأس Jacques Robitail البلدية خلال فترة (2008-2014).

## توأمة
لأفيون (باد كاليه) اتفاقيات توأمة مع:
- زغورجيلتس

## أعلام
- تيموثي كولودزيتشاك